# San Bartolo (stanowisko archeologiczne)

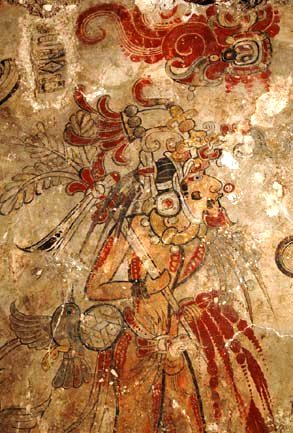
Fragment malowidła

San Bartolo – prekolumbijskie stanowisko archeologiczne położone w departamencie Petén na północy Gwatemali.
Kompleks liczy ok. 4 km² i składa się z głównego placu oraz przyległych do niego świątyń i piramid. W jednej z nich (tzw. Struktura 1) znajdują się unikatowe majańskie późno preklasyczne malowidła ścienne z wyraźnym wpływem tradycji olmeckiej, oraz przykłady wczesnego pisma Majów.

## Historia
Początki osadnictwa w San Bartolo datuje się na środkowy okres preklasyczny (ok. 800 r. p.n.e.), które z przerwami trwało do około 900 roku n.e. Pierwsi osadnicy zajmowali południowo-środkowe tereny obecnego stanowiska, ale żyli raczej w rozproszonych grupach, które stopniowo przekształciły się w większą osadę. Gdy rolnictwo zaczęło pełnić znaczącą rolę, stworzono bardziej złożone systemy nawadniania, aby zwiększyć plony i utrzymać rosnącą populację. W wyniku podziału prac zaczęły się również formować warstwy społeczne oraz centrum obrzędowe.
W tym też okresie (ok. 250 r. p.n.e.–250 r. n.e.) rozpoczęła się pierwsza z ośmiu faz budowy tzw. Struktury 1. Z zewnątrz zdobiły ją stiukowe maski umieszczone po bokach schodów, a szczyt wieńczyła kopuła. W jej wnętrzu znalazły się jedyne w swoim rodzaju malowidła ścienne o wysokich walorach artystycznych. Przedstawiają one złożone sceny mitologiczne związane z bogiem kukurydzy i stworzeniem świata, a także intronizacją władców. Przy nich znajdują się krótkie napisy w formie glifów.
Około 300 r. p.n.e.–150 r. n.e. San Bartolo było już głównym ośrodkiem kulturowo-obrzędowym regionu rzeki Ixcan. Również w tym czasie powstały najbardziej złożone budowle. Jednak na początku okresu wczesnoklasycznego (250 r. n.e.) nastąpił nagły upadek miasta. Budynki użyteczności publicznej i miejsca obrzędowe przestały być wykorzystywane, a na znaczeniu zaczęło zyskiwać pobliskie miasto Xultun. Przyczyną tego było wyschnięcie terenów podmokłych, co spowodowało kryzys zasobów wodnych w mieście i okolicznych terenach.
Ponowne ożywienie nastąpiło ok. 600–900 r. n.e. gdy do miasta zaczęli napływać mieszkańcy. Badania archeologiczne wskazały, że ludność ta pochodziła z obszarów podmiejskich Xultun.
Do lat 80. XX wieku San Bartolo pozostawało praktycznie nieznane. Zainteresowano się nim, gdy Gwatemalski Instytut Antropologii i Historii rozpoczął prace porządkowe w pobliskim Xultun. W 1998 roku Oscar Quintana przeprowadził rekonesans oraz badania diagnostyczne stanowiska, lecz bez bezpośrednich badań archeologicznych. W 2001 roku William Saturno wraz z zespołem badaczy wszedł do tunelu wydrążonego przez rabusiów dzieł sztuki przy Strukturze 1, gdzie znajdowały się malowidła.

## Malowidła
Polichromie znajdują się na północnej oraz zachodniej ścianie wewnątrz budowli. Mierzą 2 x 1,5 m na ścianie północnej i 9,45 x 2,20 m na ściennie zachodniej. Działalność szabrowników, którzy wykopali cztery tunele pod budowlą z jednej strony pomogła w ich odkryciu, a z drugiej doprowadziła do rozległych uszkodzeń wnętrza konstrukcji, jak i odcinka północnej ściany. Na muralach przeważają kolory: czerwony, czarny oraz żółty.
Na ścianie północnej znalazły się mitologiczne sceny opowiadające o narodzinach pierwszych ludzi podczas rytuału odprawianego przez boga kukurydzy. Wszystkie postacie stoją lub klęczą na pierzastym wężu, a w scenie dominuje owe bóstwo. Obok malowidła znajdują się nierozszyfrowane glify, wskazujące prawdopodobnie imiona lub funkcje przedstawionych postaci.
Zachodnia ściana z kolei przedstawia motyw stworzenia świata oraz majańskich władców okresu preklasycznego, w tym dwie sceny z koronacji królewskiej.